# Ambasada Australii w Warszawie

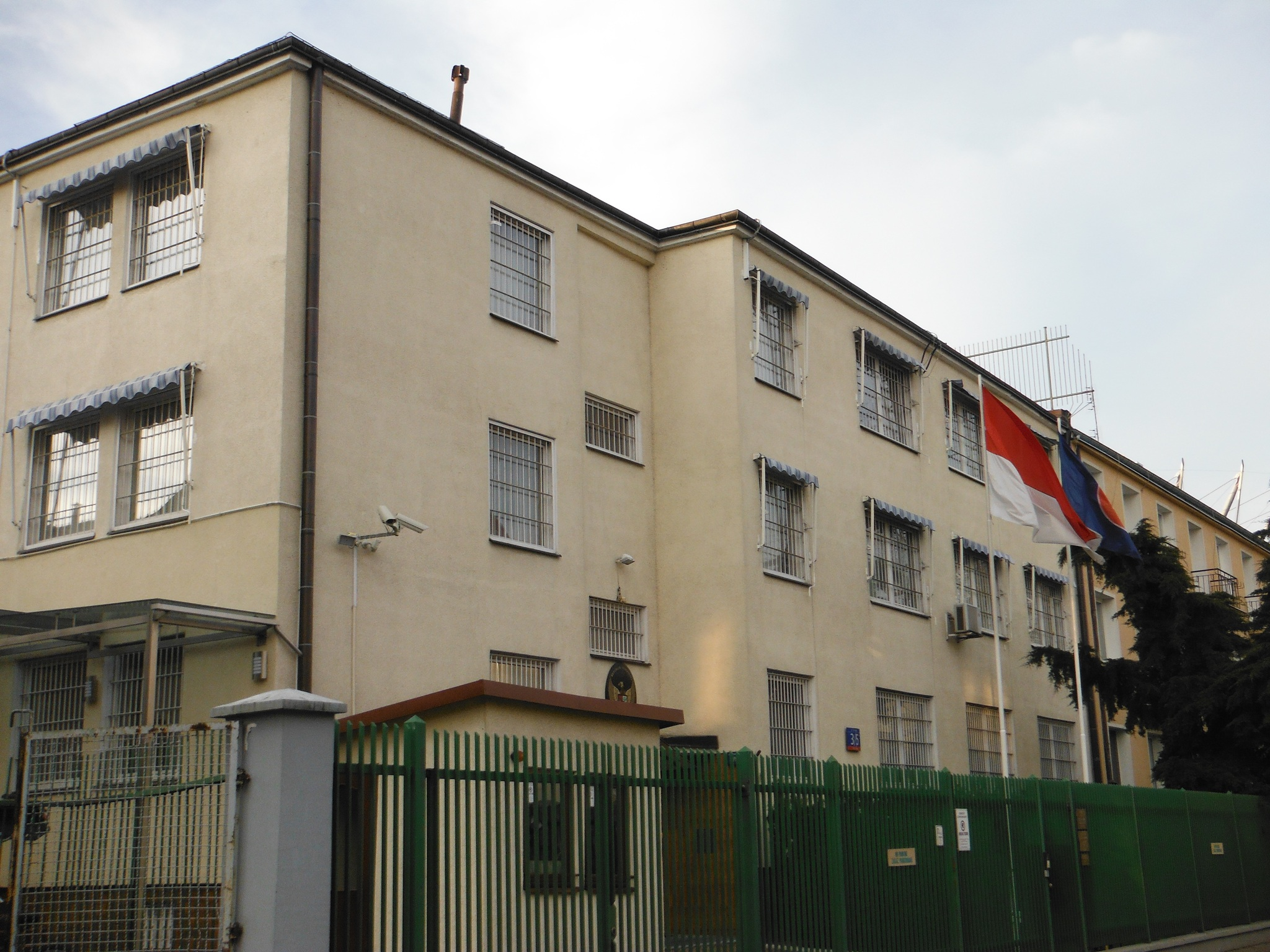
Dawna siedziba Ambasady Australii w Warszawie przy ul. Estońskiej (1974–2001)

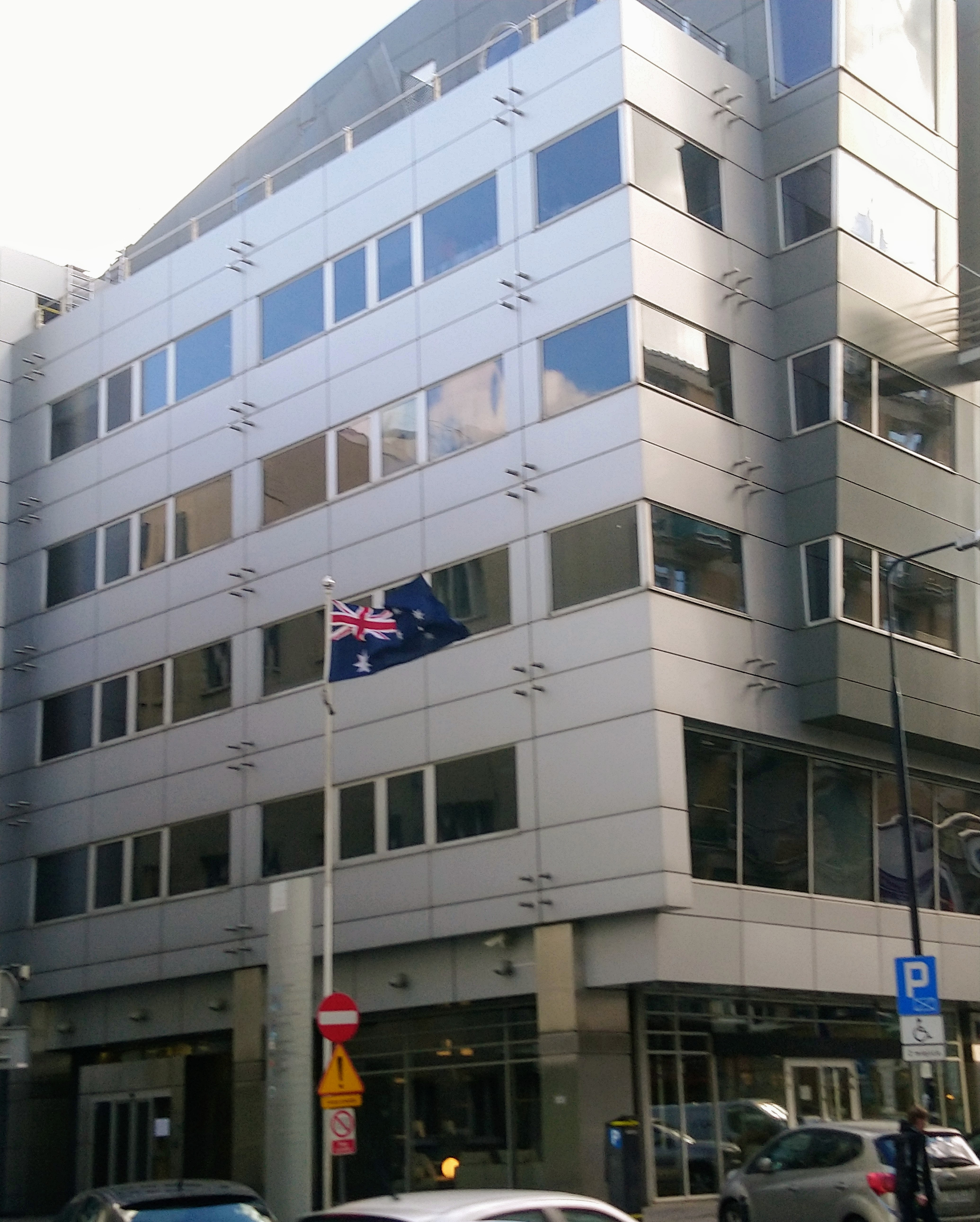
Dawna siedziba Ambasady Australii w Warszawie przy ul. Nowogrodzkiej 11 (2003-2022)

Ambasada Australii w Warszawie, Ambasada Związku Australijskiego w Warszawie (ang. Australian Embassy in Warsaw, Embassy of the Australian Commonwealth in Warsaw) – australijska placówka dyplomatyczna znajdująca się w Warszawie w biurowcu Rondo 1 przy rondzie ONZ 1.
Ambasador Australii w Warszawie oprócz Rzeczypospolitej Polskiej akredytowany jest również w Republice Czeskiej i Republice Litewskiej.

## Podział organizacyjny Ambasady Australii
W skład przedstawicielstwa wchodzi:
- Wydział Handlowy – przedstawicielstwo Austrade

## Siedziba
Oficjalne stosunki dyplomatyczne pomiędzy Polską a Australią zostały nawiązane w 1972. Początkowo od tego samego roku w Warszawie był akredytowany Ambasador Australii w Moskwie. Rząd Australii otworzył swoją ambasadę w Warszawie w 1974. Mieściła się w Grand Hotelu przy ul. Kruczej 28 (1974), następnie przy ul. Estońskiej 3/5 (1974−2001), i przy ul. Nowogrodzkiej 11 (2003−2022). Od 2022 roku mieści się w biurowcu Rondo 1 przy rondzie ONZ 1.
Rezydencja ambasadora w 2007 znajdowała się przy ul. Ateńskiej 37 na Saskiej Kępie.